# Meadowlands (Minnesota)
Meadowlands – miasto w Stanach Zjednoczonych, w stanie Minnesota, w hrabstwie St. Louis.